# Fitilieu
Fitilieu là một xã thuộc tỉnh Isère, vùng Rhône-Alpes đông nam nước Pháp. Xã này nằm ở khu vực có độ cao từ 280-407 mét trên mực nước biển.
Sông Bourbre tạo phần lớn ranh giới phía tây thị trấn.